# Brüsseler Pakt
Der Brüsseler Pakt (französisch Traité entre la Belgique, la France, le Luxembourg, les Pays-Bas et le Royaume-Uni de Grande-Bretagne et de l'Irlande du Nord,  dt. auch Westpakt, Vertrag über die Westeuropäische Union) war ein völkerrechtlicher Vertrag, der am 17. März 1948 von Belgien, Frankreich, Luxemburg, den Niederlanden und dem Vereinigten Königreich von Großbritannien und Nordirland in der belgischen Hauptstadt Brüssel unterzeichnet wurde.
Der Pakt stellt eine Erweiterung des Dünkirchener Vertrages aus dem Jahr 1947 dar. Aus ihm ging 1954 die Westeuropäische Union (WEU) hervor und 2009 die Beistandsklausel in Art. 42 Abs. 7 des EU-Vertrags.

## Inhalt
Der Brüsseler Pakt war einerseits Grundlage einer wirtschaftlichen, sozialen und kulturellen Zusammenarbeit der Vertragsstaaten zum Wiederaufbau nach dem Zweiten Weltkrieg (Art. I bis III), andererseits militärischer Beistandspakt für den Fall, dass eine der Vertragsparteien das Ziel eines Angriffs in Europa werden sollte. Alle im Bündnisfall getroffenen Maßnahmen sollten unverzüglich dem Sicherheitsrat der Vereinten Nationen mitgeteilt und wieder eingestellt werden, sobald der Sicherheitsrat die erforderlichen Maßnahmen getroffen hat, um den internationalen Frieden und die internationale Sicherheit aufrechtzuerhalten oder wiederherzustellen. Anders als die kollektive Selbstverteidigung nach außen gem. Art. 51 der Charta der Vereinten Nationen sollten Streitigkeiten unter den Vertragsstaaten nur durch friedliche Mittel beigelegt werden (Art. IV und VIII).

## Bedeutung
Nach der Truman-Doktrin von März 1947 und unter dem Eindruck des kommunistischen Umsturzes im Februar 1948 in der Tschechoslowakei setzte sich vor allem in Großbritannien die Überzeugung durch, dass das Muster des bilateralen Dünkirchener Vertrages, der seine schmale Basis in einem Sicherungsvertrag gegen Deutschland hatte, der weiteren Entwicklung des Kalten Krieges nicht mehr entsprach. War doch weniger eine Aggression Deutschlands zu erwarten, als vielmehr eine Konfrontation des Westens mit der Sowjetunion auf deutschem Boden, der durch den Eisernen Vorhang geteilt war.
Am 17. März 1948 unterzeichnen daher Großbritannien und Frankreich zusammen mit den Benelux-Staaten den Brüsseler Pakt zur Gründung der Westunion, der nicht mehr allein auf Deutschland, sondern auf jeglichen bewaffneten Angriff in Europa auf eines seiner Mitglieder abzielte.
Mit der Unterzeichnung der Verträge zur Gründung der Organisation für europäische wirtschaftliche Zusammenarbeit (OECD) im April 1948, der Nordatlantikpaktorganisation (NATO) im April 1949, des Europarates im Mai 1949 und der Europäischen Gemeinschaft für Kohle und Stahl (EGKS) im April 1951 verlor der Brüsseler Pakt an Bedeutung.

## Geltung für die Bundesrepublik Deutschland
Das Scheitern der Europäischen Verteidigungsgemeinschaft (EVG) und die Westpolitik Konrad Adenauers führten 1954 zu einer Erweiterung des Brüsseler Pakts zur Westeuropäischen Union (WEU), in der auch eine deutsche Beteiligung möglich war.
Mit Gesetz vom 24. März 1955 stimmte der Deutsche Bundestag dem Beitritt der Bundesrepublik Deutschland zum Brüsseler Vertrag zu, der im Bundesgesetzblatt unter der Bezeichnung Vertrag über wirtschaftliche, soziale und kulturelle Zusammenarbeit und über kollektive Selbstverteidigung verkündet wurde. Am 6. Mai 1955 trat der Vertrag zusammen mit dem Nordatlantikvertrag und dem Aufenthaltsvertrag in der Bundesrepublik Deutschland in Kraft. Der Vertrag über wirtschaftliche, soziale und kulturelle Zusammenarbeit und über kollektive Selbstverteidigung trat für die Bundesrepublik Deutschland mit Ablauf des 30. Juni 2011 außer Kraft.

## Zeitliche Einordnung in den Prozess der Europäischen Einigung
| Unterz. In Kraft Vertrag                    | 1948 Brüsseler Pakt                                               | 1951 1952 Paris                                                   | 1954 1955 Pariser Verträge                      | 1957 1958 Rom                                       | 1965 1967 Fusions- vertrag                          | 1986 1987 Einheitliche Europäische Akte | 1992 1993 Maastricht     | 1992 1993 Maastricht          | 1997 1999 Amsterdam           | 2001 2003 Nizza        | 2001 2003 Nizza | 2007 2009 Lissabon |  |  |  |  |  |  |  |  |  |
|                                             |                                                                   |                                                                   |                                                 |                                                     |                                                     |                                         |                          |                               |                               |                        |                 |                    |  |  |  |  |  |  |  |  |  |
| Europäische Gemeinschaften                  | Europäische Gemeinschaften                                        | Drei Säulen der Europäischen Union                                | Drei Säulen der Europäischen Union              | Drei Säulen der Europäischen Union                  | Drei Säulen der Europäischen Union                  | Drei Säulen der Europäischen Union      |                          |                               |                               |                        |                 |                    |  |  |  |  |  |  |  |  |  |
|                                             | Europäische Atomgemeinschaft (Euratom)                            | Europäische Atomgemeinschaft (Euratom)                            | →                                               |                                                     |                                                     |                                         | ←                        |                               |                               |                        |                 |                    |  |  |  |  |  |  |  |  |  |
|                                             |                                                                   |                                                                   | →                                               | Europäische Gemeinschaft für Kohle und Stahl (EGKS) | Europäische Gemeinschaft für Kohle und Stahl (EGKS) | Vertrag 2002 ausgelaufen                | Vertrag 2002 ausgelaufen |                               | Europäische Union (EU)        | Europäische Union (EU) |                 |                    |  |  |  |  |  |  |  |  |  |
|                                             |                                                                   |                                                                   | →                                               | Europäische Wirtschaftsgemeinschaft (EWG)           | Europäische Wirtschaftsgemeinschaft (EWG)           |                                         | ←                        | Europäische Gemeinschaft (EG) | Europäische Gemeinschaft (EG) | Europäische Union (EU) |                 |                    |  |  |  |  |  |  |  |  |  |
|                                             |                                                                   |                                                                   | →                                               | Justiz und Inneres (JI)                             |                                                     |                                         | ←                        | Europäische Gemeinschaft (EG) | Europäische Gemeinschaft (EG) | Europäische Union (EU) |                 |                    |  |  |  |  |  |  |  |  |  |
|                                             | Polizeiliche und justizielle Zusammenarbeit in Strafsachen (PJZS) | Polizeiliche und justizielle Zusammenarbeit in Strafsachen (PJZS) | →                                               | Justiz und Inneres (JI)                             | ←                                                   |                                         |                          |                               |                               | Europäische Union (EU) |                 |                    |  |  |  |  |  |  |  |  |  |
| Europäische Politische Zusammenarbeit (EPZ) | →                                                                 | Gemeinsame Außen- und Sicherheitspolitik (GASP)                   | Gemeinsame Außen- und Sicherheitspolitik (GASP) | Gemeinsame Außen- und Sicherheitspolitik (GASP)     | ←                                                   |                                         |                          |                               |                               | Europäische Union (EU) |                 |                    |  |  |  |  |  |  |  |  |  |
| Westunion (WU)                              | Westunion (WU)                                                    | Westeuropäische Union (WEU)                                       | Westeuropäische Union (WEU)                     | Westeuropäische Union (WEU)                         | Westeuropäische Union (WEU)                         |                                         |                          |                               |                               | Europäische Union (EU) |                 |                    |  |  |  |  |  |  |  |  |  |
| Westunion (WU)                              | Westunion (WU)                                                    | Westeuropäische Union (WEU)                                       | Westeuropäische Union (WEU)                     | Westeuropäische Union (WEU)                         | Westeuropäische Union (WEU)                         | aufgelöst zum 1. Juli 2011              |                          |                               |                               |                        |                 |                    |  |  |  |  |  |  |  |  |  |
|                                             |                                                                   |                                                                   |                                                 |                                                     |                                                     |                                         |                          |                               |                               |                        |                 |                    |  |  |  |  |  |  |  |  |  |